# Senecio kayomborum
Senecio kayomborum là một loài thực vật có hoa trong họ Cúc. Loài này được Beentje mô tả khoa học đầu tiên năm 2003.